# WHAX
WHAX är en distribution av Linux som kan bootas från andra enheter än en konventionell hårddisk, till exempel en CD-ROM eller ett USB-minne. Whax kan användas till säkerhetstester men även för hacking av trådlösa nätverk då Whax innehåller många program som gör detta möjligt.
Whax innehåller en samling program som Nmap, Kismet, Aircrack, Airodump, med flera. WHAX har numera slagits ihop med Auditor och utvecklas nu under namnet BackTrack.